# Renault 14 CV

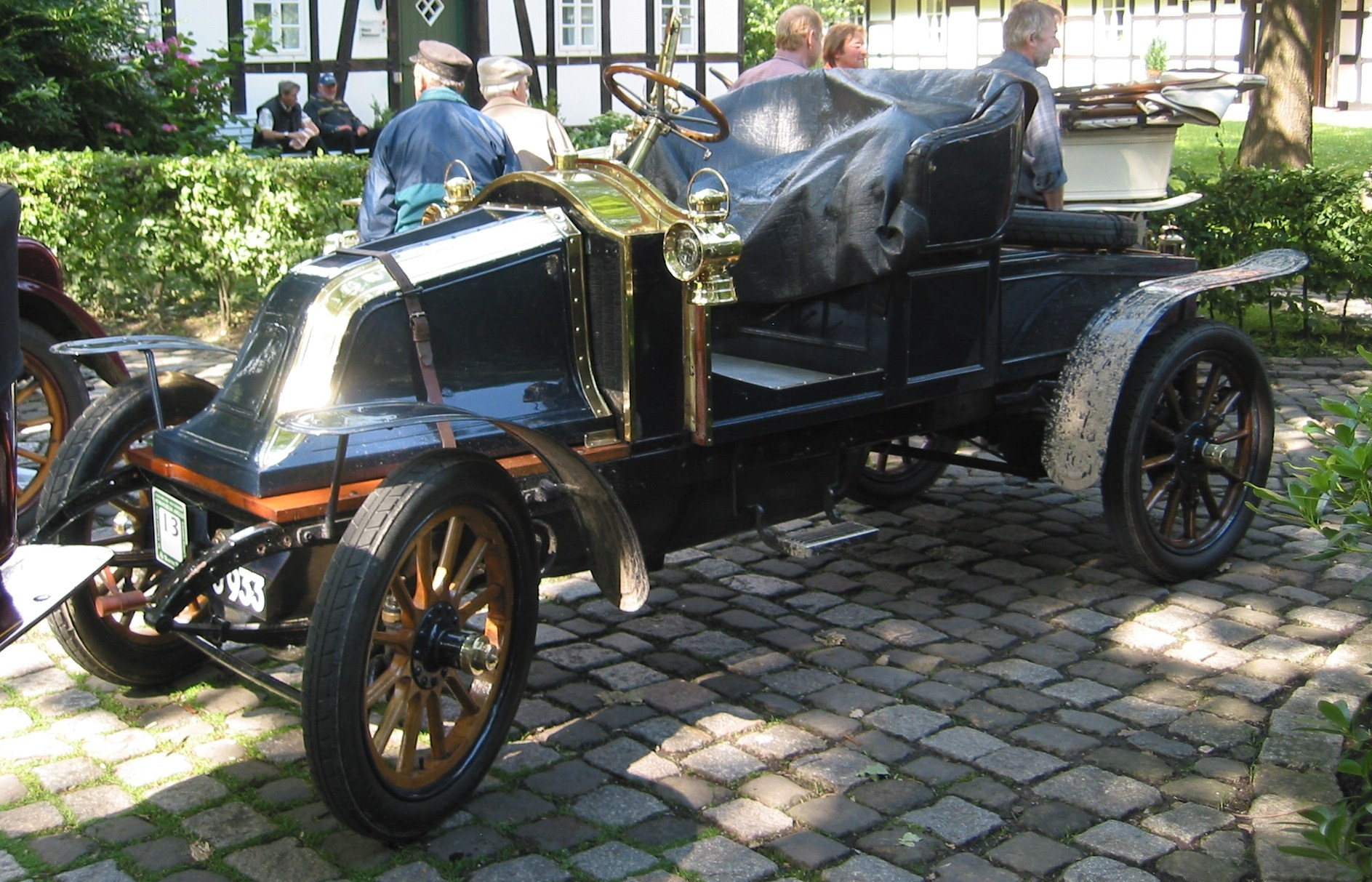
Renault Type X

Der Renault 14 CV war eine Pkw-Modellreihe des französischen Automobilherstellers Renault aus der Zeit vor dem Zweiten Weltkrieg. Dabei stand das CV für die Steuer-PS. Zu dieser Modellreihe gehörten:
- Renault Type H (1902)
- Renault Type U (b) (1903–1904)
- Renault Type X (1905–1909)
- Renault Type AB (1905)
- Renault Type BX (1909–1910)
- Renault Type CC (1911–1912)